# Warragul
Warragul är en ort i Australien. Den ligger i regionen Baw Baw och delstaten Victoria, omkring 93 kilometer sydost om delstatshuvudstaden Melbourne. Antalet invånare är 9 127.
Runt Warragul är det glesbefolkat, med 17 invånare per kvadratkilometer.. Warragul är det största samhället i trakten.
I omgivningarna runt Warragul växer i huvudsak städsegrön lövskog. Genomsnittlig årsnederbörd är 1 332 millimeter. Den regnigaste månaden är juni, med i genomsnitt 166 mm nederbörd, och den torraste är januari, med 57 mm nederbörd.